# Ta’oz
Ta’oz (hebr.: תעוז) – moszaw położony w samorządzie regionu Matte Jehuda, w Dystrykcie Jerozolimy, w Izraelu.
Leży w górach Judei.

## Historia
Pierwotnie w tym miejscu znajdowały się pola uprawne należące do arabskiej wioski Bajt Susin. Podczas wojny o niepodległość, w dniu 28 maja 1948 jeden z batalionów 7 Brygady Pancernej zdobył wioskę. Jej mieszkańcy wcześniej opuścili swoje domy. W kilka dni później rozpoczęto budowę Drogi Birmańskiej, która przebiegała przy ruinach wsi.
Współczesny moszaw został założony w 1950 przez żydowskich imigrantów z Jemenu.

## Gospodarka
Gospodarka moszawu opiera się na rolnictwie i sadownictwie.

## Komunikacja
Przy moszawie przebiega droga ekspresowa nr 44  (Holon–Eszta’ol).